# 내방가사
내방가사(內房歌辭)는 조선 시대에 주로 양반가의 부녀자들이 지은 문학의 한 형태이다. 규방가사 혹은 규중가도라고 부르기도 한다. 영남대가 내방가사(嶺南大家內房歌辭)에서 나온 말이라고 한다. 조선시대 후기부터 20세기 초까지 한국의 남쪽 지방의 양반가에서 특히 유행하였다. 한글로 된 것이 많아, 한글의 발달에 영향을 미친 바가 크며, 여성 특유의 섬세한 감성과 예술성이 잘 표현되어 있다. 현재 두루마리에 한글 궁서체로 쓴 6천여 필이 넘는 작품들이 전해져 오고 있다. 또한 내방가사 전승과 보존을 위한 대표적인 단체로는 경북 '안동내방가사전승보존회'가 있다. 

## 내용
남성 위주의 봉건사회였던 조선시대에 여성의 생활에서 흔히 접할 수 있는 여러 가지 일들을 표현한 경우가 많다. 출가하는 딸에 필요한 예절을 가르치는 내용이라든가 출가한 딸이 고향을 그리워 하는 내용, 형제나 친구와의 이별을 아쉬워하는 내용, 계절과 풍경을 묘사하는 내용등등, 다양한 생활의 장면들이 담겨 있다. 대표적 작가로 허난설헌등이 있으나, 대부분 작자미상인 경우가 많다.

## 대표적인 작품
- 《규원가》: 허난설헌 지음
- 《노처녀가》: 작자미상

## 관련 서적
- 영남내방가사-내방가사자료총서1, 이정옥 편, 국학자료원, ISBN 89-541-0023-6